# Џеферсон (Јужна Дакота)
Џеферсон (енгл. Jefferson) град је у америчкој савезној држави Јужна Дакота.

## Демографија
По попису из 2010. године број становника је 547, што је 39 (-6,7%) становника мање него 2000. године.
| Група             | 2000.       | 2010.       |
| Белци             | 558 (95,2%) | 531 (97,1%) |
| Афроамериканци    | 5 (0,9%)    | 3 (0,5%)    |
| Азијати           | 1 (0,2%)    | 0 (0,0%)    |
| Хиспаноамериканци | 11 (1,9%)   | 8 (1,5%)    |
| Укупно            | 586         | 547         |